# Bundesstraße 75
Pour les articles homonymes, voir B75 et Route 75.
La Bundesstraße 75 (abrégé en B 75) est une Bundesstraße reliant Delmenhorst à Lübeck.

## Localités traversées
- Delmenhorst
- Brême
- Sottrum
- Rotenburg
- Scheeßel
- Tostedt
- Harburg
- Hambourg
- Rahlstedt (de)
- Ahrensburg
- Bargteheide
- Bad Oldesloe
- Reinfeld (Holstein)
- Moisling (de)
- Lübeck
- Travemünde